# Transport zbiorowy w Zgierzu
Transport zbiorowy w Zgierzu – system transportu publicznego, na który składa się 9 linii autobusowych oraz 1 linię tramwajową. Organizatorem komunikacji miejskiej w Zgierzu są Miejskie Usługi Komunikacyjne.

## Komunikacja tramwajowa

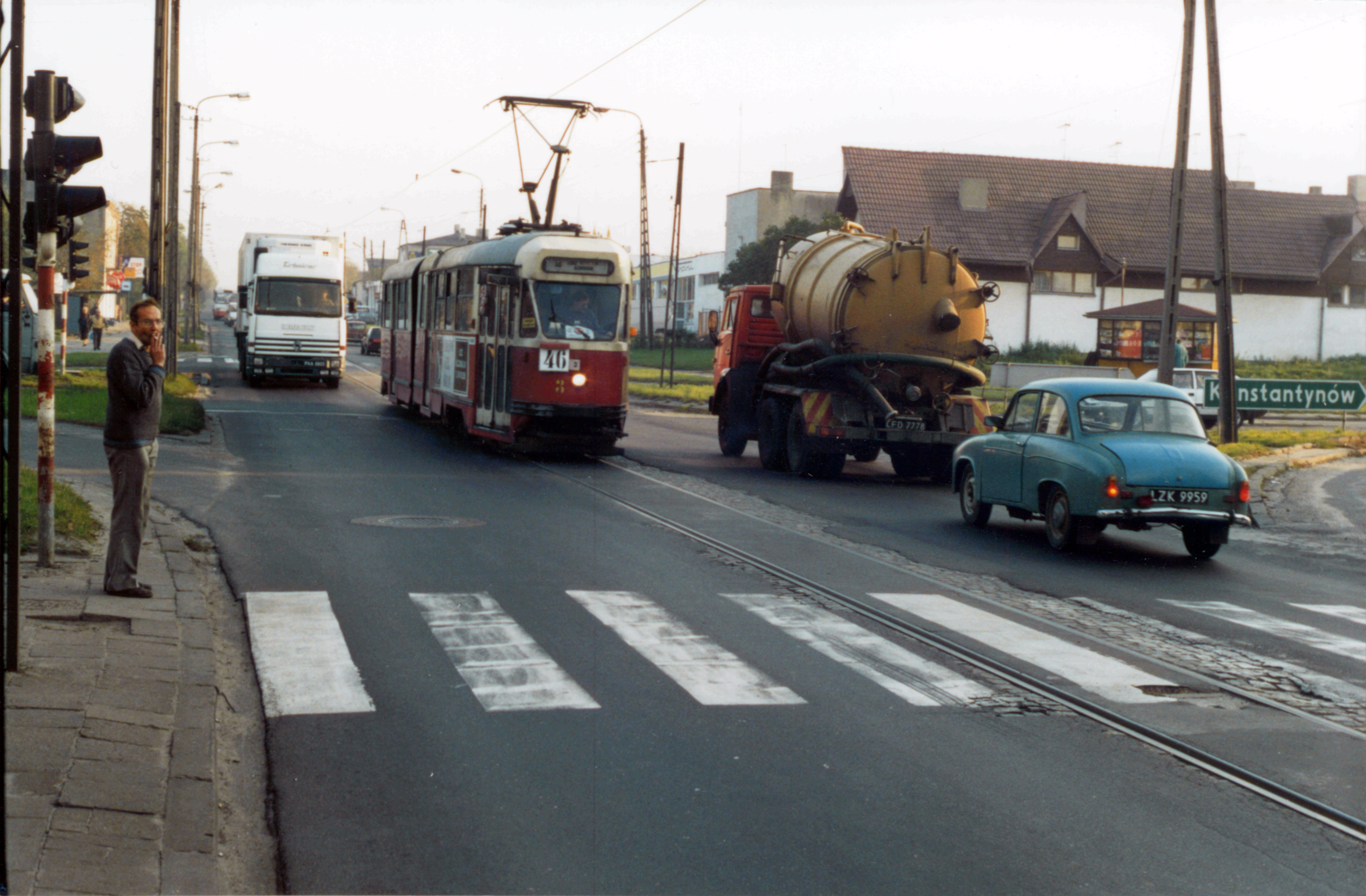
Tramwaj linii 46 na środku drogi krajowej nr 1 w Zgierzu w roku 1995

Po raz pierwszy tramwaj na ulicach Zgierza pojawił się 19 stycznia 1901 roku. Linia biegła na trasie Łódź Plac Kościelny – Zgierz Plac Kilińskiego. W 1922 r. uruchomiono kolejkę wąskotorową ze Zgierza (Stacja Zgierz Kaliski przy ul. Kolejowej, w pobliżu stacji Zgierz) do Ozorkowa, którą w 1927 r. zlikwidowano, a na jej miejsce wprowadzono tramwaje. Przez długi czas linie do Zgierza i Ozorkowa nosiły numery 45 i 46. W 2004 roku zlikwidowano linię 45, zastępując ją linią nr 11 na trasie Pabianice – Zgierz. W 2007 roku pojawiły się plany połączenia Łodzi ze Zgierzem szybkim tramwajem, lecz z powodu braku woli władz miasta, w 2009 roku Zgierz wycofał się. Istniały również plany budowy linii na os. 650-lecia, jednak do dziś nie podjęto w tym kierunku żadnych kroków. Po zakończeniu budowy Łódzkiego Tramwaju Regionalnego do Zgierza skierowano linię 16 na trasie Kurczaki – pl. Kilińskiego. 1 kwietnia 2012 zmienił się przewoźnik na linii 46, a na obu liniach taryfę zgierską zastąpiła taryfa łódzka.
Od 1 lipca 2008 roku do Zgierza dojeżdżały linie: 16 i 46. Linia 16 kursowała na trasie Kurczaki-Zgierz, a linia 46 na trasie Zdrowie – Ozorków. 2 kwietnia 2017 roku przywrócono poprzednią numerację linii 16 – 45, oraz zmieniono trasy obu tramwajów:
- 45 z Placu Kilińskiego w Zgierzu do pętli Telefoniczna w Łodzi,
- 46 z Ozorkowa przez Zgierz do pętli Stoki w Łodzi.

Obie linie obsługiwane były przez MPK-Łódź. Obowiązywała na nich taryfa Lokalnego Transportu Zbiorowego w Łodzi (w Zgierzu i Ozorkowie strefa aglomeracyjna, w Łodzi strefa miejska).
4 lutego 2018r. w związku z katastrofalnym stanem infrastruktury MPK Łódź zawiesiło kursowanie linii 45 do Zgierza i 46 do Ozorkowa, uruchomiono autobusowe linie zastępcze Z45 i Z46 do granicy Łodzi. Po generalnym remoncie tramwaje wróciły do Zgierza. Obecnie kursuje tam linia tramwajowa nr 6.

## Komunikacja autobusowa
Wraz z budową nowego osiedla, na początku lat 70. XX wieku pojawiły się pierwsze linie autobusowe.
Obecnie w mieście kursuje 9 linii autobusowych. Tabor autobusowy stanowi głównie model Mercedes-Benz O405N.
Na liniach 6 (do dworca Łódź Kaliska) oraz 61 (do dworca Łódź Fabryczna) obowiązują dwie taryfy biletowe. Na terenie miasta Zgierza obowiązuje taryfa MUK, natomiast w Łodzi taryfa MPK Łódź. Istnieje też bilet wspólny, który obowiązuje na terenie obu miast.
Od 1 października 2013 na trasie Stryków – Zgierz – Aleksandrów Łódzki kursuje linia międzygminna 2 (dawniej jako linia 3A). Obowiązuje na niej taryfa zgierska, ze specjalnymi biletami aglomeracyjnymi (nie mylić z biletem aglomeracyjnym wchodzącym w skład taryfy łódzkiej) obowiązującymi w relacjach wykraczających poza granice Zgierza.

## Linie
Wytłuszczono nazwy przystanków końcowych, natomiast kursywą oznaczono przystanki graniczne strefy taryfowej.
| Numer linii | Przebieg trasy |
| ----------- | --- |
| 1           | Powstańców Śląskich – Powstańców Śląskich – 1 Maja – 3 Maja – Kolejowa – Cezaka – Długa – Parzęczewska – Staffa – Tuwima – Gałczyńskiego – Parzęczewska – Targowa – Sieradzka – Długa – Cezaka – Kolejowa – 3 Maja – Powstańców Śląskich – Powstańców Śląskich |
| 1E          | Parzęczewska/Staffa - Parzęczewska - Długa - Cezaka - Kolejowa - Sadowa - Sadowa/Chełmska |
| 1S          | Sadowa/Chełmska - Sadowa - Kolejowa - Cezaka - Długa - Parzęczewska - Parzęczewska/Staffa |
| 2           | Stryków Dworzec PKP – Batorego – Kopernika – Warszawska – pl. Łukasińskiego – Warszawska – droga krajowa nr 14 – droga dojazdowa do Tulipan Parku Stryków – droga krajowa nr 14 – droga krajowa nr 71 – Okólna (Łódź/Łagiewniki Nowe) – Długa/Łagiewnicka – Długa (Zgierz) – Parzęczewska – Staffa – Tuwima – Gałczyńskiego – Aleksandrowska – Aleksandrowska/Skośna – droga krajowa nr 71 – Zgierska (Aleksandrów Łódzki) – Warszawska – Wojska Polskiego – Konstantynowska – Pabianicka – 11 Listopada – Warszawska – Targowy Rynek (Aleksandrów Łódzki) – Warszawska – Wojska Polskiego – Pabianicka – 11 Listopada – Warszawska – droga krajowa nr 71 – Aleksandrowska/Skośna – Aleksandrowska (Zgierz) – Gałczyńskiego – Tuwima – Staffa – Parzęczewska – Targowa – Sieradzka – Długa – Długa/Łagiewnicka – Okólna (Łódź/Łagiewniki Nowe) – droga krajowa nr 71 – droga krajowa nr 14 – droga dojazdowa do Tulipan Parku Stryków – droga krajowa nr 14 – Warszawska (Stryków) – Kościuszki – pl. Łukasińskiego – Warszawska – Kopernika – Kolejowa – Batorego – Stryków Dworzec PKP (część kursów w dni robocze i soboty oraz wszystkie w niedziele i święta na trasie Parzęczewska/Staffa - Stryków Dworzec PKP) |
| 3           | Konstantynowska (tor PKP) – Konstantynowska – Śniechowskiego – ks. Popiełuszki – Długa – Łagiewnicka – Chełmska – Sadowa – Sadowa – Sadowa – Chełmska – Łagiewnicka – Długa – ks. Popiełuszki – Śniechowskiego – Konstantynowska – Konstantynowska (tor PKP) (część kursów w dni robocze i wszystkie w dni wolne na trasie Konstantynowska (tor PKP) - Sadowa/Chełmska) |
| 4           | Parzęczewska/Staffa – Parzęczewska – Staffa – Tuwima – Gałczyńskiego – Aleksandrowska – Plac Targowy – Barona – Śniechowskiego – 1 Maja – Piłsudskiego – Rembielińskiego – Sienkiewicza – Przemysłowa – Kasprowicza – Piątkowska – Musierowicza – Gałczyńskiego – Tuwima – Staffa – Parzęczewska/Staffa (część kursów z wjazdem na krańcówkę Konstantynowska (tor PKP)) |
| 5           | Parzęczewska/Staffa – Parzęczewska – Staffa – Tuwima – Gałczyńskiego – Parzęczewska – Targowa – Sieradzka – Długa – 1 Maja – Piłsudskiego – Szczawińska – Szczawińska – Szczawińska – Piłsudskiego – 1 Maja – Długa – Parzęczewska – Gałczyńskiego – Tuwima – Staffa – Parzęczewska/Staffa (część kursów w dni robocze i soboty przez Rondo Kaczyńskiego) |
| 6           | Parzęczewska/Staffa – Parzęczewska – Staffa – Tuwima – Gałczyńskiego – Musierowicza – 1 Maja – Długa – ks. Popiełuszki – Śniechowskiego – Konstantynowska – Konstantynowska/Kocidłowska – Szczecińska – św. Teresy – Kaczeńcowa – Aleksandrowska – Rydzowa – Rojna – Szczecińska – Rąbieńska – Złotno – Krakowska – Krzemieniecka – Bandurskiego – al. Włókniarzy – Karolewska – Dworzec Łódź Kaliska – Karolewska – al. Włókniarzy – Bandurskiego – Krzemieniecka – Krakowska – Złotno – Rąbieńska – Szczecińska – Rojna – Rydzowa – Aleksandrowska – Kaczeńcowa – św. Teresy – Szczecińska – Konstantynowska/Kocidłowska – Konstantynowska – Śniechowskiego – 1 Maja – Piłsudskiego – Musierowicza – Gałczyńskiego – Tuwima – Staffa – Parzęczewska – Parzęczewska/Staffa |
| 7           | Kolejowa (dw. PKP) – Cezaka – Rembowskiego – Plac Kilińskiego – Długa – Plac Targowy – Gałczyńskiego – Parzęczewska – Parzęczewska/Staffa – Parzęczewska – Gałczyńskiego - Plac Targowy – Sieradzka – Konstantynowska - Struga - Boruty - Kwasowa - Konstantynowska - Śniechowskiego - ks. Popiełuszki - Długa – Dąbrowskiego – Dubois – Cezaka – Kolejowa (dw. PKP) |
| 7A          | Kolejowa (dw. PKP) - Cezaka - Rembowskiego - Plac Kilińskiego - ks. Popiełuszki - Struga - Boruty - Kwasowa - Konstantynowska - Plac Targowy - Gałczyńskiego - Parzęczewska - Parzęczewska/Staffa - Parzęczewska - Gałczyńskiego - Plac Targowy - Sieradzka - Długa - Dąbrowskiego - Dubois - Cezaka - Kolejowa (dw. PKP) |
| 8           | Parzęczewska/Staffa – Parzęczewska – Staffa – Tuwima – Gałczyńskiego – Musierowicza – Piątkowska – Kasprowicza – Przemysłowa – Sienkiewicza – Rembielińskiego – Piłsudskiego – 1 Maja – Powstańców Śląskich – Śniechowskiego – Sieradzka – Plac Targowy – Gałczyńskiego – Tuwima – Staffa – Parzęczewska/Staffa (część kursów z wjazdem na krańcówkę Konstantynowska (tor PKP)) |
| 9           | Kolejowa (dw. PKP) – 3 Maja - Gałczyńskiego - Aleksandrowska - Wiosny Ludów - Kontrewers Kontrewers - Wiosny Ludów - Gałczyńskiego - 3 Maja - Kolejowa (dw. PKP) |
| 10          | Kolejowa (dw. PKP) – Kolejowa – Cezaka – Długa - 1 Maja - Piłsudskiego - Musierowicza - Ozorkowska - Łanowa / Strefa Ekonomiczna - Ozorkowska - Musierowicza - Piłsudskiego - 1 Maja - Długa - Cezaka - Kolejowa - Kolejowa (dw. PKP) |
| 61          | Łódź: Dw. Łódź Fabryczna Rodziny Poznańskich - POW – Narutowicza – Uniwersytecka – Palki – Wycieczkowa – Okólna - Zgierz: Długa - 1 Maja - Piłsudskiego - Piątkowska - Musierowicza Gałczyńskiego - Tuwima - Staffa – Parzęczewska/Staffa - Staffa - Tuwima - Gałczyńskiego - Musierowicza - Piątkowska - Piłsudskiego - 1 Maja - Długa - Łódź: - Okólna - Wycieczkowa - Palki - Uniwersytecka - Rodziny Poznańskich - Dw. Łódź Fabryczna |